# مارتن ديميتروف (لاعب كرة قدم)
مارتن ديميتروف (بالبلغارية: Мартин Димитров)‏ (17 يوليو 1987 بصوفيا في بلغاريا - ) هو لاعب كرة قدم بلغاري في مركز الوسط. لعب مع نادي لوكوموتيف صوفيا وOFC Pomorie ‏ وOFC Nesebar ‏ وماريك دوبنيتسا ‏ وسبتمفري صوفيا وPFC Burgas ‏.

## وصلات خارجية
- مارتن ديميتروف (لاعب كرة قدم) على موقع قاعدة بيانات كرة القدم.إي يو (الإنجليزية)